# Stylidium megacarpum
Stylidium megacarpum är en tvåhjärtbladig växtart som beskrevs av A. Lowrie, A.H. Burbidge och K.F. Kenneally. Stylidium megacarpum ingår i släktet Stylidium och familjen Stylidiaceae. Inga underarter finns listade i Catalogue of Life.